# 派恩里奇 (加利福尼亞州)
派恩里奇（英語：Pineridge）是位於美國加利福尼亞州弗雷斯諾縣的一個非建制地區。該地的面積和人口皆未知。

## 地理
派恩里奇的座標為37°03′48″N 119°21′39″W / 37.06333°N 119.36083°W，而該地的平均海拔高度為1476米（即4842英尺）。